# Pavel Pospíšil

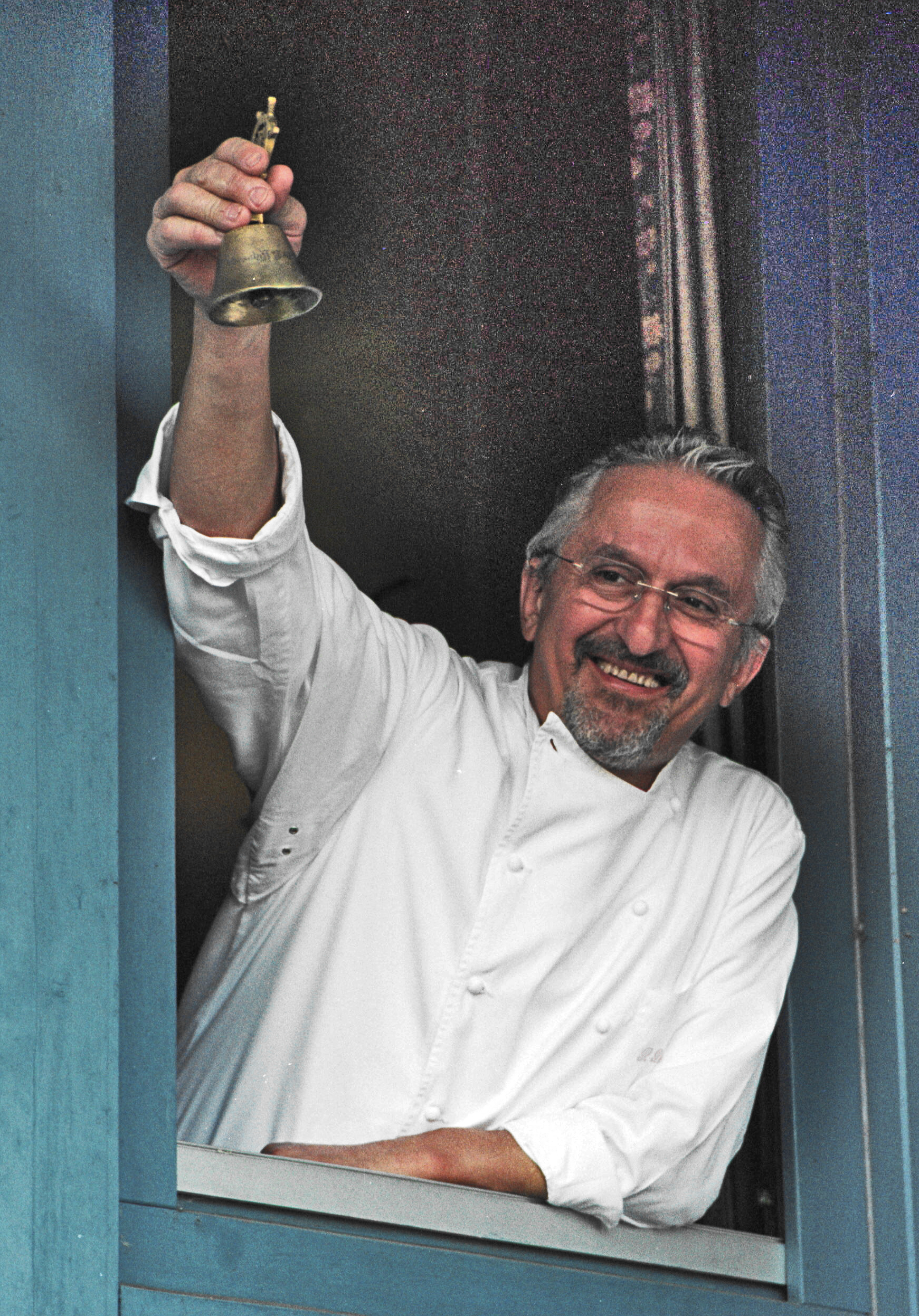
Pavel Pospíšil (2001)

Pavel Pospíšil (* 20. März 1944 in Zlín, Protektorat Böhmen und Mähren; † 15. Dezember 2024 in Bühl-Oberbruch) war ein tschechisch-deutscher Koch.

## Werdegang

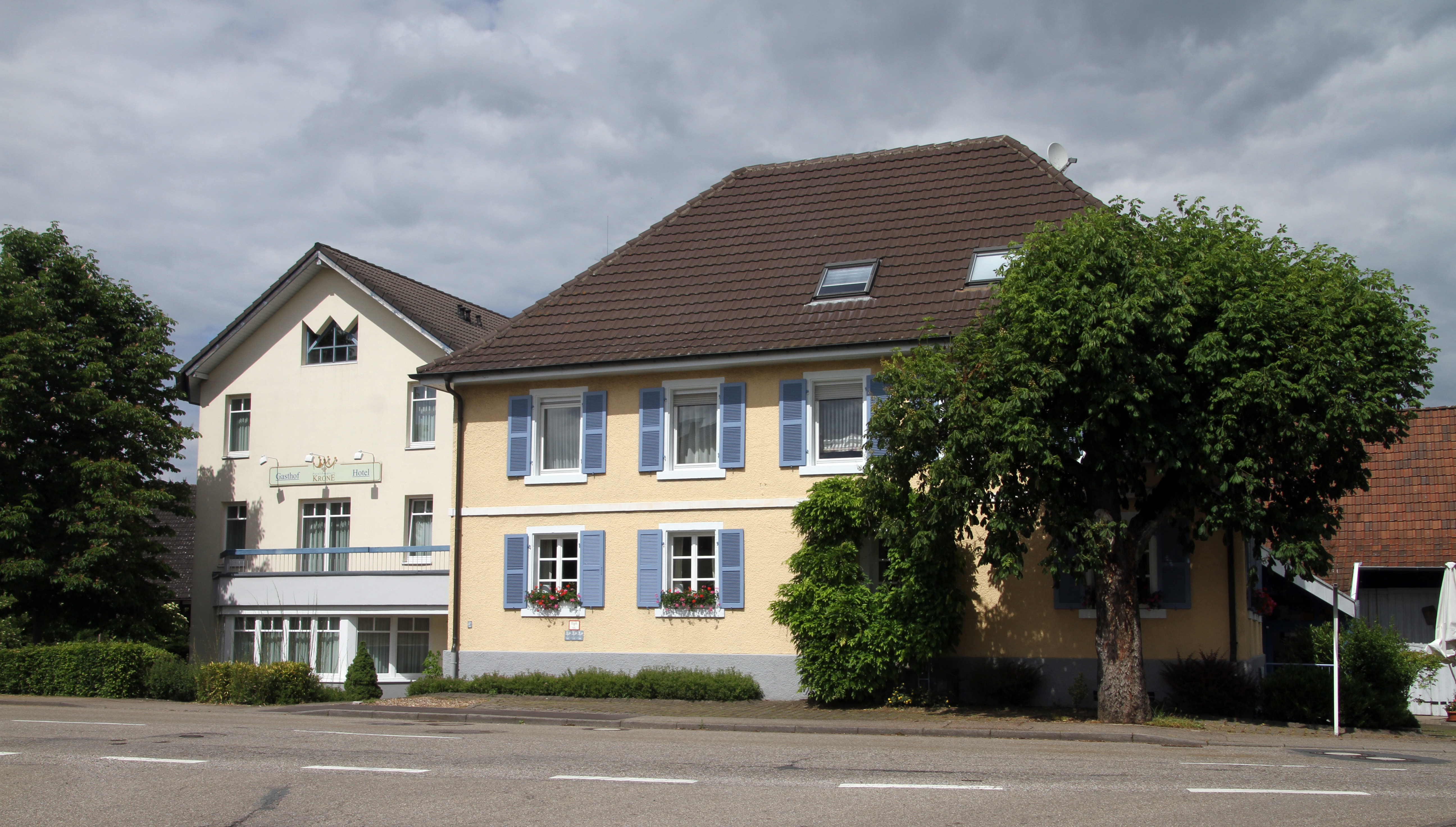
Pavel Pospišils Gasthof und Hotel Krone in Bühl-Oberbruch 1996–2021

Nach der Ausbildung ab 1958 in Tschechien ging Pospíšil nach Ost-Berlin zum
Gästehaus der Regierung.
1968 ging er nach West-Berlin zum Hotel Seehof am Lietzensee. Dann kochte er im Berliner Sportpalast und bei Chamier-Film. Mitte der 1970er Jahre wechselte er zum Restaurant Stahlbad bei Willi Schwank in Baden-Baden (zwei Michelinsterne). Dann absolvierte er die Meisterprüfung in Brenners Park Hotel in Baden-Baden. Er ging zum Frankfurter Hof in Frankfurt am Main (ein Michelinstern) und wurde Küchenchef im Bocksbeutel in Baden-Baden.
Ende der 1970er machte er sich mit dem Restaurant Merkurius in Baden-Baden Varnhalt selbstständig, das 1980 mit einem Michelinstern ausgezeichnet wurde.
1996 eröffnete er den Gasthof Pospíšils Krone in Bühl-Oberbruch. Ende 2021 ging Pospisil in den Ruhestand.

## Veröffentlichungen
- Beteiligung an: Constanze Richter: Besser leben – genussvoll kochen: Ärzte und Köche gemeinsam am Herd, Nikros Verlag 2012, ISBN 978-3-943688-01-6.